# Västerns musketörer
Västerns musketörer (engelska: Hop-Along Cassidy) är en amerikansk westernfilm från 1935 i regi av Howard Bretherton. Filmen handlar om Clarence E. Mulfords karaktär, introducerad i boken med samma namn, Hopalong Cassidy 1912. Detta är den första av totalt 66 Hopalong Cassidy-filmer som producerades mellan 1935 och 1948, alla med William Boyd i titelrollen. 

## Rollista i urval
- William Boyd - Bill "Hop-Along" Cassidy
- James Ellison - Johnny Nelson
- Paula Stone - Mary Meeker
- George Hayes - farbror Ben
- Kenneth Thomson - "Pecos" Jack Anthony
- Frank McGlynn Jr. - Red Connors
- Charles Middleton - Buck Peters
- Robert Warwick - Jim Meeker